# Ricardo Salinas Pliego
Ricardo Salinas Pliego (Ciudad de México, 19 de octubre de 1955) es un empresario mexicano. Es considerado uno de los hombres más ricos de México, según la Revista Forbes.
Es fundador y presidente de Grupo Salinas, un grupo de empresas que persiguen la movilidad social y el desarrollo económico de los países en los que operan. Grupo Salinas abarca unidades de negocio que compiten de manera eficiente en diversos sectores económicos, tales como servicios financieros, comercio especializado, medios de comunicación, telecomunicaciones, entre otros.
Ricardo Salinas Pliego ha sido un actor significativo en la apertura y expansión de mercados previamente concentrados en pocos competidores en México, como las telecomunicaciones, la televisión y la banca. A través de su conglomerado, Grupo Salinas, ha promovido el acceso a estos servicios para una población más amplia, incluyendo a aquellos con menos posibilidades de acceso. Además, ha estado involucrado en múltiples iniciativas culturales y sociales. Por ejemplo, su Fundación Azteca se enfoca en temas de salud, educación y medio ambiente, mientras que el Centro Ricardo B. Salinas Pliego impulsa el desarrollo de ideas en áreas como la libertad, la educación y el arte.

## Biografía
Los negocios de Salinas Pliego tienen su origen en una fábrica de muebles fundada por su bisabuelo, Benjamín Salinas Westrup a principios del siglo pasado.
En 1977, se graduó como contador público con Mención Honorífica del Instituto Tecnológico y de Estudios Superiores de Monterrey. Posteriormente, en 1979, concluyó su MBA en la Universidad Tulane en Nueva Orleans, Estados Unidos. En 2015, recibió el Doctorado Honoris Causa por la Universidad Autónoma de Guadalajara.
En 1981 se incorporó a Grupo Elektra como gerente de importaciones y, en 1987, fue nombrado director general de la compañía, fundada en 1950 por su abuelo Hugo Salinas Rocha. Actualmente, la empresa, además del comercio especializado, ofrece servicios financieros.
Salinas Pliego asumió la presidencia de Grupo Elektra en medio de una grave crisis económica y, ante la posibilidad de quiebra de la empresa, reestructuró a fondo las operaciones de la compañía con un nuevo esquema de negocios: bajos márgenes, estricto manejo del efectivo y línea básica de productos. Estas medidas modificaron radicalmente el rumbo de la empresa que de forma sostenida, retornó a la viabilidad y volvió a ofrecer financiamiento.
En 1993, un grupo de inversionistas encabezados por Salinas Pliego, adquirió el paquete de medios que privatizó el gobierno federal, con lo que nació TV Azteca. Durante siete años, Salinas Pliego se concentró en la administración de la empresa y gracias a la ruptura de ciertos paradigmas de la industria, en pocos años logró capturar el 40% de la audiencia, lo que la consolidó como la segunda mayor productora de contenidos para televisión en español en todo el mundo.
En julio de 2001, TV Azteca lanzó la señal piloto de Azteca América en la ciudad de Los Ángeles, para llevar los contenidos de la compañía al mercado hispano de los Estados Unidos. Posteriormente, Azteca América sería vendida a la empresa HC2.
En lo que respecta a las inversiones financieras de Grupo Salinas, en octubre de 2002, Grupo Elektra recibió la primera licencia bancaria otorgada en diez años, tras lo cual se fundó el Banco Azteca, institución que actualmente tiene operaciones en México, Panamá, Guatemala y Honduras. Posteriormente, Grupo Elektra obtuvo dos licencias financieras más por parte del gobierno federal con las que surgieron Seguros Azteca y Afore Azteca, respectivamente.
También tuvo la iniciativa de incursionar en el mundo de las telecomunicaciones y en 1998 adquirió, a través de subasta pública, una cantidad de importantes licencias del espectro radioeléctrico para ofrecer servicios de comunicación personal y WLL que sirvieron de base para la fundación de Unefon y Telecosmo.
En 2003, Salinas Pliego adquirió Iusacell, empresa de telefonía celular, que en 2007 se fusionó con Unefon. En 2014, Salinas vendió Grupo Iusacell a AT&T y como parte del acuerdo permaneció con Totalplay, empresa de telecomunicaciones que ofrece servicios fijos de acceso a internet, televisión de paga y telefonía, a través de fibra óptica directa al hogar. Sus dos marcas principales son: Totalplay Residencial y Totalplay Empresarial.
En 2004 incursionó en el segmento de transporte con el inicio de operaciones de Italika, la marca de motocicletas propiedad de Grupo Salinas. Apenas unos años después de su lanzamiento, se convirtió en la marca líder en su ramo en México, con más de 60% del mercado. En 2008 inauguró su planta ensambladora, Ensamblika, ubicada en la ciudad de Toluca, Estado de México.
En noviembre de 2007, Salinas Pliego lanzó GS Motors en un proyecto conjunto con FAW, el principal fabricante de vehículos automotores de China. En una primera etapa, los vehículos provendrían de China, y en un plazo de tres años se comenzarían a producir en México en una planta que se edificaría en el estado de Michoacán. Sin embargo, como resultado de los altos costos netos y la crisis económica global, dicho proyecto no continuó su desarrollo.
En 2012, Grupo Elektra adquirió Advance America, hoy Purpose Financial, una empresa de préstamos no bancarios de corto plazo en Estados Unidos. También puso en operación Punto Casa de Bolsa. El grupo opera más de seis mil puntos de contacto en México, Estados Unidos, Guatemala, Honduras, Perú y Panamá.
El empresario acostumbra expresar sus ideas sobre diferentes temas en artículos y columnas en periódicos de México y Estados Unidos, además de contar con un blog propio.

## Controversias
Salinas Pliego ha estado involucrado en diversos escándalos políticos y financieros, entre los cuales se encuentra la toma de las instalaciones del Canal 40 (el Chiquihuitazo) en 2002, y el caso de Unefon con la empresa canadiense Nortel, en el cual las autoridades bursátiles de Estados Unidos (Securities and Exchange Commission) presentaron una demanda civil en contra de Ricardo Salinas Pliego. La SEC lo acusó de no informar debidamente sobre una triangulación con una deuda de Unefon. El empresario negó las acusaciones, pero aun así acordó pagar una multa de $7.5 millones de dólares impuesta por la misma comisión. Además, Salinas Pliego fue imposibilitado para ejercer cualquier cargo directivo en compañías públicas de los Estados Unidos durante cinco años.

### Elecciones presidenciales de 2012
En abril de 2012, en referencia al debate presidencial de las elecciones federales en México de 2012, declaró en su cuenta de Twitter: 

Si quieren debate, véanlo por Televisa, si no, vean el fútbol por Azteca. Yo les paso los ratings al día siguiente.
Ricardo Salinas

La frase causó polémica entre las principales televisoras mexicanas y en el Instituto Federal Electoral, hoy Instituto Nacional Electoral. El 3 de mayo, el IFE reconoció que TV Azteca había decidido transmitir el debate presidencial a través del canal Proyecto 40 (hoy ADN 40). Salinas Pliego argumentó que la mayoría de la población no estaba interesada en el debate presidencial y que si el interés fuese diferente, ajustaría su estrategia.

### Polémica de los Papeles de Panamá
Tras la filtración de documentos del bufete Mossack Fonseca relativos a movimiento de dinero a nivel internacional, se involucró a diversas personalidades, entre ellas al propio Salinas Pliego. Posteriormente, el empresario afirmó que sus operaciones se apegan a la ley.

### Posición ante la pandemia de COVID-19
Durante la pandemia de COVID-19 en México, Salinas Pliego ha sido fuertemente criticado por desacatar las recomendaciones hechas por las autoridades de salud de México y entidades de dicho país. Ha mostrado escepticismo con las medidas de confinamiento y distancia social, por lo que no cerró sus tiendas durante la Jornada Nacional de Sana Distancia, desacatando las directivas para prevenir contagios e incitar a través de su televisora, TV Azteca, a desobedecer cualquier tipo de advertencia sanitaria. Igualmente dio positivo ante la prueba de COVID-19, a pesar de eso, continuó minimizando la pandemia.

### Evasión fiscal
En enero de 2022, el conglomerado "Grupo Elektra" de Salinas Pliego, es ordenado por la Suprema Corte de Justicia de la Nación, el pago de un adeudo fiscal por 2,626 millones de pesos.
El empresario se ha negado a pagar lo solicitado por el Servicio de Administración Tributaria (SAT) y ha comenzado una campaña de desprestigio de la SCJN a través de Grupo Salinas y TV Azteca al llamar "Superficial" la resolución de la corte. A pesar de que Ricardo Salinas ha informado que acudiría a instancias internacionales, no hay mayor jurisdicción para el caso  en cuestión que la SCJN.
El 20 de marzo de 2024, durante la conferencia matutina del presidente Andrés Manuel López Obrador, el gobierno federal informó sobre la situación de Grupo Salinas frente a la hacienda pública federal; en donde se afirmó que a la fecha, adeudaba 63 mil millones de pesos.
El titular del Servicio de Administración Tributaria (SAT) de la Secretaría de Hacienda y Crédito Público (SHCP), Antonio Martínez Dagnino, detalló que, a la fecha, Grupo Salinas adeuda 53 mil millones de pesos por 17 juicios fiscales, de los cuales más de 90 por ciento tienen que ver con el Régimen de Consolidación Fiscal, una figura vigente hasta 2013, que permitía diferir el pago del Impuesto Sobre la Renta (ISR) y sumar ganancias y pérdidas dentro de un mismo grupo empresarial.
En 2025, el Grupo Elektra, fue sentenciada por un Tribunal Colegiado a pagar un adeudo fiscal de 2 mil millones de pesos por la omisión de pago del ISR en el ejercicio 2010. 

## Empresas
- Grupo Salinas.

- Comercio especializado y servicios financieros
  - Grupo Elektra.
    - Purpose Financial.[28][29]
    - Punto Casa de Bolsa.[30][31]

  - Banco Azteca.
    - Seguros Azteca.
    - Afore Azteca.[32]

  - Tiendas Neto.[33][34]

- Medios de Comunicación
  - TV Azteca.
    - Azteca Guatemala.
    - Azteca Honduras.

  - Grupo Promosat.

- Telecomunicaciones
  - Total Play.
  - Totalplay Empresarial.

- Transportes
  - Italika.

- Otras empresas
  - Upax.[35][36]
  - Agencia i.[37][38]
  - Promo Espacio.[39][40]
  - Grupo Dragón.[41][42]
  - Totalsec.[43][44]

- Compromiso Social y Cultural
  - Fundación Azteca.
  - Centro Ricardo B. Salinas Pliego.[45]
  - Kybernus.[46][47]
  - Caminos de la Libertad.[48][49]
  - Arte y Cultura Grupo Salinas.[50]

- Equipos de fútbol
  - Mazatlán Fútbol Club.